# Yabby You
Yabby You, född Vivian Jackson 14 juni 1946 i Kingston på Jamaica, död 12 januari 2010, var en jamaicansk reggaemusiker och producent.
Jackson växte upp i Kingstons slumkvarter och vid 12 års ålder lämnade han sin familj och försökte överleva på egen hand. Vid 17 års ålder så undernärd att han måste tas in på sjukhus och opereras. Han överlevde, men blev handikappad, och måste från och med det gå med kryckor. Samma år började han spela in skivor. Mellan 1972 och 1977 hade han sin klassiska period, och spelade bland annat in flera skivor med King Tubby, som också var den som hittade på namnet Yabby You. 1977 slutade han tillfälligt att sjunga, men producerade skivor åt andra artister, bland annat Wayne Wade, Michael Rose, Tommy McCook, Michael Prophet, Big Youth, Trinity, Dillinger och Tapper Zukie. Han har dock senare spelat in en del nya skivor.
Yabby You dog 12 januari 2010 som följd av en hjärnaneurysm.

## Diskografi (i urval)
Studioalbum
- 1975 – Conquering Lion (som "The Prophets")
- 1976 – King Tubby's Prophesy of Dub (King Tubby & Yabby You)
- 1977 – Chant Down Babylon Kingdom (som "Yabby Youth")
- 1977 – Deliver Me from My Enemies (som "The Yabby You Vibration")
- 1977 – King Tubby Meet Vivian Jackson (Yabby You)
- 1978 – Beware
- 1980 – Jah Jah Way
- 1982 – African Queen
- 1982 – Prophecy (Yabba U, Michael Prophet & Wayne Wade)
- 1982 – Time to Remember Vol.1 (King Tubby & Yabba You)
- 1982 – Yabby U Meets Sly & Robbie Along With Tommy McCook
- 1983 – One Love, One Heart
- 1984 – Yabby You Presents King Tubby's Boom Sound Vol. 4 (King Tubby & Yabba You)
- 1985 – Fleeing from the City
- 1992 – Yabby You Meets Sly and Robbie at the Mixing Lab Studio
- 1993 – In Ariwa Studios (Yabby You, Mad Professor & Black Steel)
- 1997 – Jah Will Be Done (som Yabby You & The Prophets)

Livealbum
- 2014 – Live In Bilbao (Yabby You, Mad Professor & The Robotics)

Singlar
- 1972 – "Conquering Lion" / "Version"
- 1974 – "Revenge" (som Vivian Jackson)
- 1974 – "Undevied World" (Vivian Jackson & Horace Andy)
- 1975 – "Judgement on the Land" / "Version Repartiation Rock"
- 1977 – "Deliver Me From My Enemies"
- 1977 – "This Economical Crisis" / "Version"
- 1981 – "Come Make We Rally" / "Thirty Pieces of Silver" (Willie Williams / Yabby You)
- 2000 – "Conquering Lion (Rebel Sound) (Smith & Mighty)" / "Leggo the Herb Man Dub (Small Axe vs. Terminal Head)" (Yabby You / Glen Brown)

Samlingsalbum
- 1984 – The Yabby You Collection
- 1995 – Yabby You Meets Tommy McCook - In Dub Sounds of the 70's
- 1997 – Jesus Dread 1972-1977
- 2002 – Dub It to the Top
- 2012 – Deeper Roots: Dub Plates and Rarities 1976-1978 (Yabby You & Brethren)
- 2015 – Dread Prophecy: The Strange and Wonderful Story of Yabby You